# Gréasque
 (octobre 2015).
Si vous disposez d'ouvrages ou d'articles de référence ou si vous connaissez des sites web de qualité traitant du thème abordé ici, merci de compléter l'article en donnant les références utiles à sa vérifiabilité et en les liant à la section « Notes et références ».
Gréasque est une commune du département des Bouches-du-Rhône, en Provence, dans la région Provence-Alpes-Côte d'Azur. Ses habitants sont appelés les Gréasquéens.

## Géographie

### Localisation
Petit village se situant sur le versant nord du massif de l'Étoile, à 340 mètres d'altitude, il fait face à la montagne Sainte-Victoire.
À 8 km de Gardanne, 15 km d'Aix-en-Provence, 20 km d'Aubagne, 37 km de Marseille, le village est entouré de forêts de chênes et de pins.
Ce village est au cœur de l'ancien bassin houiller de Gardanne.

### Communes limitrophes
Les communes limitrophes sont  Belcodène, Fuveau, Gardanne, Mimet, Peypin et Saint-Savournin.
| Gardanne par un quadripoint | Fuveau          |           |
| Mimet                       | Gréasque        | Belcodène |
|                             | Saint-Savournin | Peypin    |

### Climat
Pour des articles plus généraux, voir Climat de Provence-Alpes-Côte d'Azur et Climat des Bouches-du-Rhône.
En 2010, le climat de la commune est de type climat méditerranéen franc, selon une étude du Centre national de la recherche scientifique s'appuyant sur une série de données couvrant la période 1971-2000. En 2020, Météo-France publie une typologie des climats de la France métropolitaine dans laquelle la commune est exposée à un climat méditerranéen et est dans la région climatique  Provence, Languedoc-Roussillon, caractérisée par une pluviométrie faible en été, un très bon ensoleillement (2 600 h/an), un été chaud (21,5 °C), un air très sec en été, sec en toutes saisons, des vents forts (fréquence de 40 à 50 % de vents > 5 m/s) et peu de brouillards. 
Pour la période 1971-2000, la température annuelle moyenne est de 13,5 °C, avec une amplitude thermique annuelle de 16,4 °C. Le cumul annuel moyen de précipitations est de 670 mm, avec 5,6 jours de précipitations en janvier et 2 jours en juillet. Pour la période 1991-2020, la température moyenne annuelle observée sur la station météorologique de Météo-France la plus proche, « Mimet », sur la commune de Mimet à 3 km à vol d'oiseau, est de 13,3 °C et le cumul annuel moyen de précipitations est de 725,2 mm. 
La température maximale relevée sur cette station est de 39,1 °C, atteinte le 28 juin 2019 ; la température minimale est de −13,4 °C, atteinte le 7 février 2012,,. 
| Mois                                  | jan.          | fév.            | mars          | avril         | mai           | juin          | jui.          | août          | sep.          | oct.          | nov.            | déc.          | année      |
| ------------------------------------- | ------------- | --------------- | ------------- | ------------- | ------------- | ------------- | ------------- | ------------- | ------------- | ------------- | --------------- | ------------- | ---------- |
| Température minimale moyenne (°C)     | 1,6           | 1,3             | 3,8           | 6,3           | 9,8           | 13,3          | 15,7          | 15,8          | 12,5          | 9,7           | 5,3             | 2,5           | 8,1        |
| Température moyenne (°C)              | 5,7           | 6               | 9             | 11,6          | 15,6          | 19,5          | 22,3          | 22,2          | 18,1          | 14,2          | 9,3             | 6,4           | 13,3       |
| Température maximale moyenne (°C)     | 9,7           | 10,7            | 14,1          | 17            | 21,3          | 25,8          | 28,8          | 28,7          | 23,7          | 18,7          | 13,3            | 10,2          | 18,5       |
| Record de froid (°C) date du record   | −9,7 28.01.05 | −13,4 07.02.12  | −7,6 13.03.06 | −2,7 03.04.22 | −1,5 02.05.12 | 2,9 01.06.06  | 6,8 17.07.00  | 7,2 31.08.10  | 2,6 26.09.02  | −2 25.10.03   | −7,1 23.11.1999 | −9,5 30.12.05 | −13,4 2012 |
| Record de chaleur (°C) date du record | 19,7 28.01.08 | 20,3 18.02.1998 | 23,8 24.03.01 | 26,9 27.04.12 | 32,8 23.05.09 | 39,1 28.06.19 | 37,3 31.07.17 | 37,8 23.08.23 | 33,5 04.09.23 | 28,9 08.10.23 | 21,7 01.11.22   | 20,3 30.12.21 | 39,1 2019  |
| Précipitations (mm)                   | 66,4          | 41,4            | 40,7          | 68,9          | 54,3          | 38            | 16,4          | 36,7          | 96,9          | 97,2          | 100,3           | 68            | 725,2      |

| Diagramme climatique                                  |             |             |           |             |            |              |              |              |             |              |           |
| J                                                     | F           | M           | A         | M           | J          | J            | A            | S            | O           | N            | D         |
| 9,71,666,4                                            | 10,71,341,4 | 14,13,840,7 | 176,368,9 | 21,39,854,3 | 25,813,338 | 28,815,716,4 | 28,715,836,7 | 23,712,596,9 | 18,79,797,2 | 13,35,3100,3 | 10,22,568 |
| Moyennes : • Temp. maxi et mini °C • Précipitation mm |             |             |           |             |            |              |              |              |             |              |           |

Les paramètres climatiques de la commune ont été estimés pour le milieu du siècle (2041-2070) selon différents scénarios d'émission de gaz à effet de serre à partir des nouvelles projections climatiques de référence DRIAS-2020. Ils sont consultables sur un site dédié publié par Météo-France en novembre 2022.

## Urbanisme

### Typologie
Au 1er janvier 2024, Gréasque est catégorisée ceinture urbaine, selon la nouvelle grille communale de densité à 7 niveaux définie par l'Insee en 2022.
Elle appartient à l'unité urbaine de Marseille-Aix-en-Provence, une agglomération inter-départementale dont elle est une commune de la banlieue,. Par ailleurs la commune fait partie de l'aire d'attraction de Marseille - Aix-en-Provence, dont elle est une commune de la couronne,. Cette aire, qui regroupe 115 communes, est catégorisée dans les aires de 700 000 habitants ou plus (hors Paris),.

### Occupation des sols
L'occupation des sols de la commune, telle qu'elle ressort de la base de données européenne d’occupation biophysique des sols Corine Land Cover (CLC), est marquée par l'importance des forêts et milieux semi-naturels (56,2 % en 2018), en diminution par rapport à 1990 (57,9 %). La répartition détaillée en 2018 est la suivante : 
forêts (51,6 %), zones urbanisées (40,6 %), milieux à végétation arbustive et/ou herbacée (4,2 %), zones agricoles hétérogènes (3,2 %), espaces ouverts, sans ou avec peu de végétation (0,4 %). L'évolution de l’occupation des sols de la commune et de ses infrastructures peut être observée sur les différentes représentations cartographiques du territoire : la carte de Cassini (XVIIIe siècle), la carte d'état-major (1820-1866) et les cartes ou photos aériennes de l'IGN pour la période actuelle (1950 à aujourd'hui).

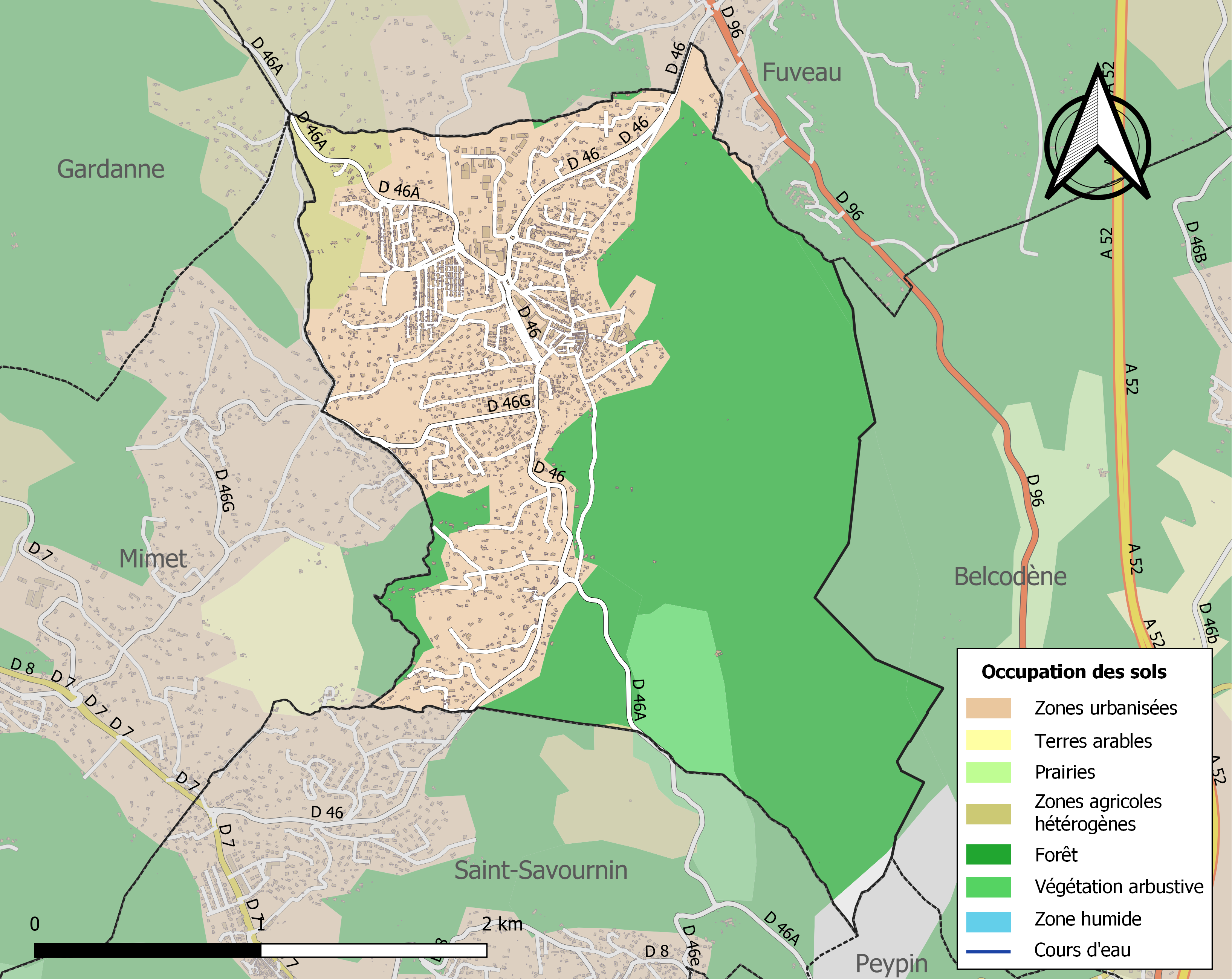
Carte des infrastructures et de l'occupation des sols de la commune en 2018 (CLC).

## Histoire

### Préhistoire et Antiquité
Les premières populations importantes qui nous soient connues utilisaient l’habitat perché. Lorsqu’ils s’installaient sur un piton ou sur une colline, les occupants étaient obligés de tailler dans la pente un sentier en lacets ou de creuser le roc pour y sculpter de véritables marches d’escaliers. Les chemins pré-romains sont des chemins naturels empruntant des gorges et des vallons ; ils sont jalonnés par des castellas ou des grottes (ex. : de Marseille à Auriol, par Allauch).
Puis les Romains établirent des routes, les jalonnant de bornes indiquant la distance, ces conquérants romains détiennent leur voie de réseaux solides dotés de relais, lieux de repos, dépôts d’approvisionnements. La tradition orale nous transmet l’existence d’une voie romaine qui passait sous le parc du château ; aucune construction ni vestige n’a été découvert le long de cette voie. Mais on peut constater qu’elle suit le grand Vallat, comme au château Saint-Estève dans la commune de Saint-Savournin, et passe à la ferme gallo-romaine des Gilets.
À Gréasque, on a trouvé :

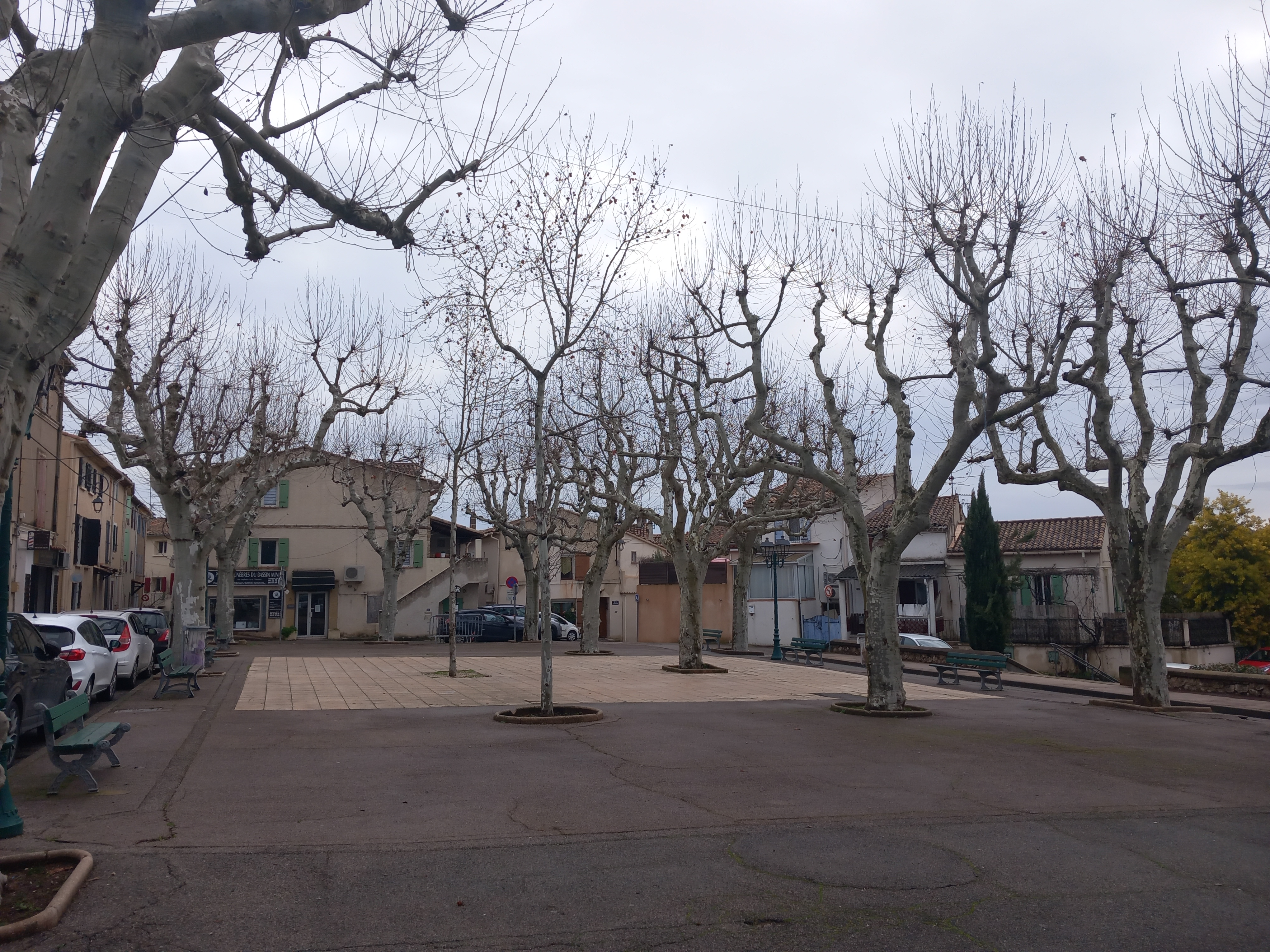
cours ferrer à Gréasque

- des pièces de monnaie à l’effigie d’Auguste (empereur romain né en 63 av. J.-C., mort à Nola en 14 apr. J.-C.), d’Agrippa (gendre et ministre préféré d’Auguste), d’Antonin le Pieux (statistique du département par le comte de Villeneuve) ;
- un bronze de César à l’emplacement du cours Ferrer actuel ; ce buste porte au dos l’inscription S.G. (actuellement cette pièce est au musée Borély à Marseille) ;
- une amphore avec des tessons au quartier des Bastides ;
- un petit cippe en grès mesurant 0,36 m de hauteur, 0,22 m en largeur et d’une épaisseur de 0,19 m qui, entre deux moulures, présente quelques caractères de la basse époque, gravés peu profondément et en grande partie effacés.

L'inscription occupe la surface d’un carré de 0,14 m de côté. Le nom de Belino doit être une forme de Belenus, dieu dont le culte était répandu dans toutes les populations gauloises et notamment à l’Aquilée, à Tivoli et à l’île Coryle, à Narbonne, à Nîmes et chez les Arvernes, où plusieurs monuments font mention de lui. Le musée de Clermont possède un autel élevé à Belinus. Ce cippe fut trouvé à l’ouest de la chapelle Notre-Dame-des-Mines, dans un champ appelé le Pradeau.

### Moyen Âge et époque moderne
Pendant tout le Moyen Âge, Gréasque est qualifié de villa, c’est-à-dire de village ouvert ne possédant ni château, ni remparts. Le cartulaire de Saint Victor nous fournit une série de chartes se rapportant à de nombreuses donations faites à cette abbaye dans la première moitié du XIe siècle.
En 1028, Archimbert et son épouse Maiamburge donnent à l’abbaye un mas situé dans le quartier de Grazasca, que cultive un nommé Ingelbert.
Dans la charte 124 du 1er mars 1035, Wilhem et Foulque donnent au même monastère la sixième partie du quartier qui se nomme Grezascha, que ledit Wilhem a acheté à Isnard.
Dix ans après (charte 757) un nommé Guillaume de Graghasca donne à l’abbaye tout ce qu’il possède.
Pendant la période de 1059 à 1085 (charte 251), Girard Palliol, sa femme et ses filles donnent à Saint-Victor tous les revenus qu’ils perçoivent à Graciasca.
Le 4 juillet 1079 (charte 843), dans la confirmation des biens faites par Grégoire VII en faveur du monastère de Sain- Victor, Gréasque fait partie de l’évêché d’Aix et semble être compris dans le même territoire que Saint-Savournin.
Au XIe siècle, ainsi que le démontrent les chartes de Saint-Victor, la plus grande partie du territoire était la propriété de Saint-Victor, qui y établit un prieuré ; l’aumônier en était le seigneur avec juridiction. Les moines eurent souvent maille à partir avec leurs voisins au sujet de leurs limites et soutinrent des procès aux XVe et XVIe siècles, devant le grand sénéchal et le conseil éminent contre Gaucher de Brancas, seigneur de Belcodène, contre Antoine Basc, etc. On planta de nouveaux termes (bornes d’origines romaines), figurés sur un plan assez curieux datant de cette époque et qui se trouve aux archives départementales.
Ce croquis ou image, plutôt qu’un plan (aucune des règles de la géométrie topographique n’y est respectée) donne à la seigneurie de Gréasque la forme d’un rectangle parfait et indique ses frontières aussi bien du côté de Belcodène et de Fuveau que de ceux de Gardanne, Mimet, Saint-Savournin et Peypin.
Au XIe siècle, Gréasque passa des mains de Saint-Victor entre celles des seigneurs séculiers, et l’aumônier l’abbé ne se réserva que le prieuré du lieu. Cet officier, qui s’appelait Jacques d’Ollières (entre autres successeurs dans la possession de l’église, il y eut Pierre de Porrade en 1656 et monsieur d’Hostager en 1729, aumôniers) afferma d’abord la juridiction pour 500 florins à deux marchands de Marseille, Vincent Laugier et Joseph Reynaud, le 9 septembre 1566.
Deux ans plus tard, il la vendit avec tous ses droits seigneuriaux, probablement à un de ses parents, Lazarin d’Ollières, écuyer de Marseille, qui prêta hommage au roi pour son nouveau fief le 5 juin 1568 (Archives départementales Cour des comptes B792, p. 51). Ce seigneur fut consul de Marseille en 1606 et la terre de Gréasque passa à cette époque à Mathieu de Georges d’Ollières, qui fut aussi seigneur de Luminy, près de Marseille, et eut pour fils Esparon, père de Louis 1er et aïeul de Louis II de Georges d’Ollières, seigneur de Gréasque (Louis II obtint un titre de noblesse lors de la recherche des faux nobles en 1667-68, Cours des comptes).
Celui-ci n’eut de son mariage avec sa cousine Germaine, fille de Jean-François de Georges d’Ollières Luminy, qu’une fille : Claire. Cette héritière apporta par mariage en 1676 la terre de Gréasque à Charles de Castellane, seigneur d’Auzat, qui en fit le dénombrement le 27 octobre 1682. Ce seigneur mourut à Gréasque à 75 ans, le 21 juillet 1716 et fut enseveli dans l’église. Sa veuve vécut jusqu’en 1730 et institua héritière Elisabeth Charlotte de Fouquier, veuve de Gaspard de Castellane, marquise de Majastre.
À la fin du XVIIe siècle, c’était le curé de Fuveau qui desservait la paroisse de Gréasque, ainsi que celles de Belcodène et de Saint-Savournin ; en 1682, il adressait au vicaire général d’Aix une requête pour obtenir une rétribution qui lui était en effet accordée et payée par l’aumônier de Saint-Victor.
Malgré les réparations effectuées, la petite église, tombée en ruine au XVIIe siècle, dut être reconstruite en 1770 ; elle fut érigée en paroisse succursale de la cure de Fuveau en 1755. Jusqu’en 1789, Gréasque fit partie de la viguerie d’Aix ; la population n’était que de 150 habitants.
Le 25 juillet 1730, la commune de Gréasque délibéra d’aller avec tous ceux qui possédaient biens, prêter hommage et serment de fidélité à leur nouvelle dame en son château, devant le notaire qu’elle choisira et avec les cérémonies accoutumées. Charlotte de Fouquier était alors tutrice de son fils, le marquis Antoine Henri de Castellane de Majastre. Il fut procureur adjoint des États de Provence et était seigneur de Gréasque. Il épousa, le 14 novembre 1745, Marguerite Alphonsine de Valbelle Meyrargues qui, à partir de la mort de son mari, survenue en 1787, administra la seigneurie de Gréasque jusqu’à la Révolution.

### Révolution française
À la convocation des États Généraux en mars 1789 par le roi Louis XVI, Gréasque envoya son consul, Valentin Long, pour représenter le village à Aix-en-Provence où fut élu, par le tiers-état, le comte de Mirabeau, en représentation des communes de Provence, pour porter « les doléances, plaintes et remontrances des Provençaux à Sa Majesté à Versailles ».
Ils furent donc convoqués pour le mois de juin 1789 à Paris. Ceux de Provence se réunirent à Aix-en-Provence pour élire les représentants des trois ordres : la noblesse, le clergé et le tiers-état. Gréasque, après un conseil des familles réuni le 3 mars 1789, « au son de la cloche, à la manière accoutumée », à l’unanimité, décida, par l’intermédiaire de ses représentants : le consul Valentin Long et le viguier Jean Joseph Moustier pour le tiers-état, et le marquis Jules Alphonse de Castellane pour la noblesse, « d’envoyer à Sa Majesté, à Versailles, les doléances, prières et remontrances du territoire de ce lieu de Gréasque : la suppression de la dîme (’taxe), la gabelle et les corvées, et l’établissement d’un impôt égal pour tous ».
Valentin Long, qui fut maire de Gréasque pendant les moments difficiles de 1788 à 1792, dut faire preuve de civisme et de savoir-faire pour appliquer les lois et décrets de la Révolution ; ce fut lui qui eut la difficile tâche de faire accepter le calendrier républicain, car la Convention, en proclamant le 22 septembre 1792 l’avènement de la République, décida que ce jour (le 22 septembre) serait le premier jour de l’an 1 de l’ère nouvelle. L’année fut divisée en douze mois de trente jours.
En 1792, il y avait à Gréasque 255 habitants « de tout âge et tout sexe », presque tous vivant de l’agriculture. À la fin de l’année 1792, Jean Joseph Moustier fut élu maire de Gréasque et assura cette charge jusqu’en 1806. Sous l’empire, ce furent Jean-Baptiste Long (1806-1812) et Antoine Moustier (1812-1815) qui dirigèrent la commune.
De 1790 à 1794, Gréasque eut un curé assermenté : celui-ci s’étant enfui, l’église fut fermée. Il n’y eut aucune vente de biens nationaux. À la Restauration, sous Louis XVIII et Charles X, le marquis de Castellane gouverna Gréasque pendant quatorze ans. Après la révolution de 1830 et la chute de Charles X, Valentin Long occupa à nouveau ce poste à la tête du village de 1830 à 1843.
Pendant les quatorze ans de son mandat, les compagnies minières eurent toutes facilités pour prospecter les terrains pour l’implantation des puits de mine. Le décret impérial signé à Schönbrunn en 1809 par l’empereur Napoléon 1er accordait aux groupes financiers des droits sur les concessions dans l’industrie charbonnière.

## Toponymie
Le nom en provençal est Greasco. La finale en -sk- indique une origine ligure.

## Politique et administration

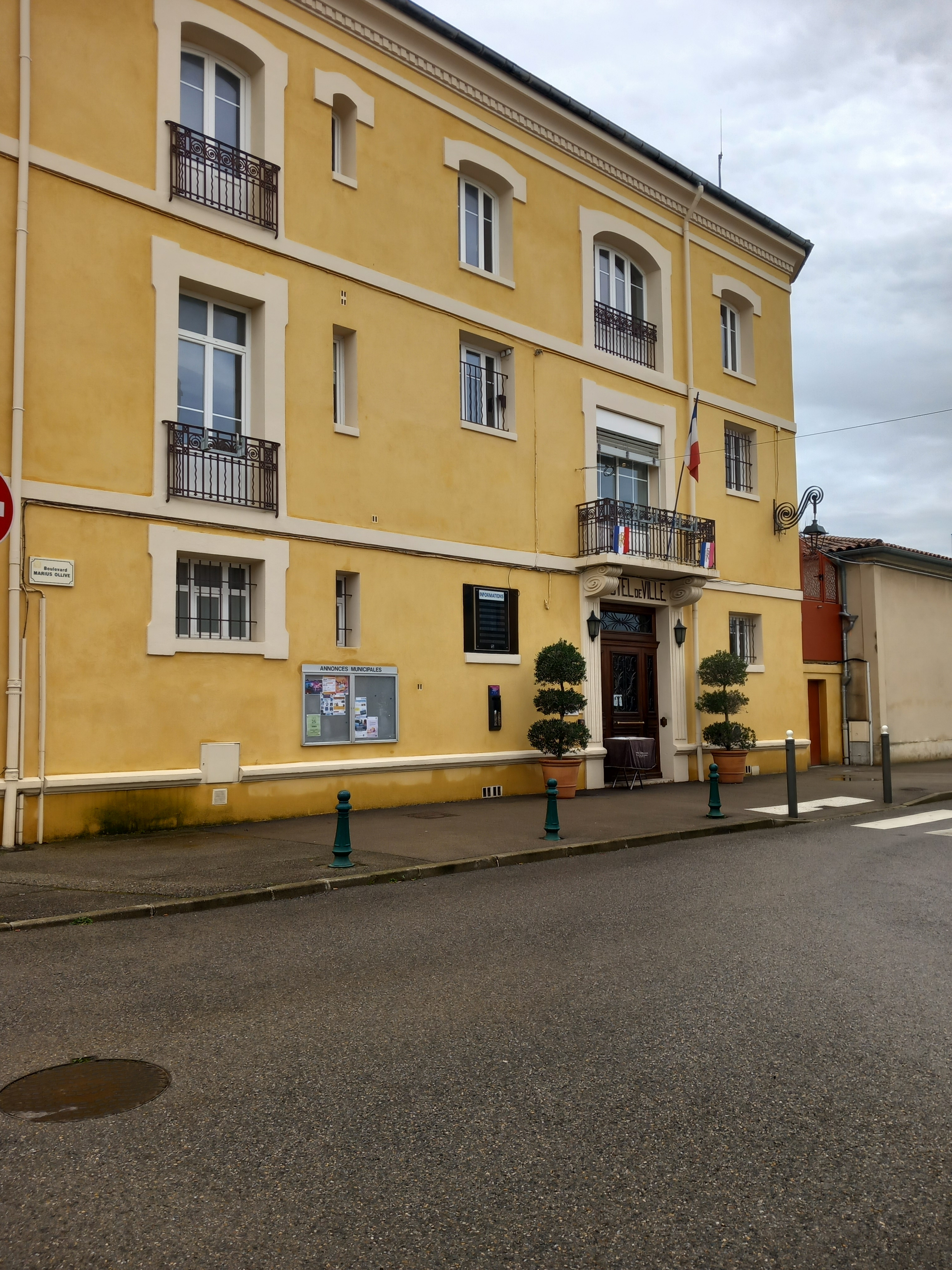
mairie de Gréasque

### Intercommunalité
Depuis 2018, Gréasque fait partie de la Métropole d'Aix-Marseille-Provence.
Entre le 1er janvier 2014 et 2018, Gréasque fait partie de la Communauté d'agglomération du pays d'Aix.

### Liste des maires
| Période                                  | Période        | Identité                | Étiquette           | Qualité |
| ---------------------------------------- | -------------- | ----------------------- | ------------------- | --- |
| Les données manquantes sont à compléter. |                |                         |                     | |
| 1919                                     | 1929           | Léopold Boi (1872-1929) | SFIO                | Employé à la mairie de Marseille                                                                                   |
| décembre 1929                            | septembre 1944 | Denis Moustier          | SFIO                | |
| 1944                                     | 1947           | Edouard Amalbert        |                     | |
| 1947                                     | 1955           | Ferdinand Arnaud        |                     | |
| 1955                                     | 1962           | Marcel Fontanarava      | SFIO                | |
| 1962                                     | mars 1977      | Maurice Amalbert        | SFIO-PS             | Infirmier puis employé administratif (service du personnel) aux Houillères de Provence (Bassin de Gardanne-Fuveau) |
| mars 1977                                | mars 1989      | Robert Albarèdes        | PCF puis Rénovateur | |
| mars 1989                                | avril 2014     | Suzanne Maurel-Chordi   | PS                  | Conseillère régionale (2002-2004)                                                                                  |
| avril 2014                               | En cours       | Michel Ruiz             | DVG puis DVC        | Retraité |

## Population et société

### Démographie
L'évolution du nombre d'habitants est connue à travers les recensements de la population effectués dans la commune depuis 1793. Pour les communes de moins de 10 000 habitants, une enquête de recensement portant sur toute la population est réalisée tous les cinq ans, les populations de référence des années intermédiaires étant quant à elles estimées par interpolation ou extrapolation. Pour la commune, le premier recensement exhaustif entrant dans le cadre du nouveau dispositif a été réalisé en 2004.

En 2022, la commune comptait 4 469 habitants, en évolution de +5,98 % par rapport à 2016 (Bouches-du-Rhône : +2,48 %, France hors Mayotte : +2,11 %).
| 1793 | 1800 | 1806 | 1821 | 1831 | 1836 | 1841 | 1846 | 1851 |
| ---- | ---- | ---- | ---- | ---- | ---- | ---- | ---- | ---- |
| 202  | 209  | 240  | 259  | 310  | 298  | 371  | 402  | 466  |

| 1856 | 1861 | 1866 | 1872 | 1876 | 1881 | 1886 | 1891 | 1896 |
| ---- | ---- | ---- | ---- | ---- | ---- | ---- | ---- | ---- |
| 485  | 557  | 685  | 802  | 854  | 903  | 831  | 821  | 775  |

| 1901 | 1906 | 1911 | 1921  | 1926  | 1931  | 1936  | 1946  | 1954  |
| ---- | ---- | ---- | ----- | ----- | ----- | ----- | ----- | ----- |
| 815  | 792  | 849  | 1 172 | 1 806 | 1 898 | 1 671 | 1 742 | 2 053 |

| 1962  | 1968  | 1975  | 1982  | 1990  | 1999  | 2004  | 2006  | 2009  |
| ----- | ----- | ----- | ----- | ----- | ----- | ----- | ----- | ----- |
| 2 073 | 2 309 | 2 439 | 2 674 | 3 081 | 3 576 | 3 705 | 3 809 | 4 019 |

| 2014  | 2019  | 2022  | - | - | - | - | - | - |
| ----- | ----- | ----- | - | - | - | - | - | - |
| 4 033 | 4 271 | 4 469 | - | - | - | - | - | - |

### Manifestations culturelles et festivités
Gréasque accueille chaque année près de 600 coureurs qui se rassemblent pour participer à la foulée de Gréasque, une course d'une douzaine de kilomètres.

### Personnalités liées à la commune
- Claude Bertrand (1919-1986), acteur, est né dans cette commune.
- Robert Albarèdes, auteur et militant laïque, maire de la commune, de 1977 à 1989.

### Héraldique
| Armes de Gréasque | Les armes peuvent se blasonner ainsi : De gueules à un lion d'argent, coupé d'argent à un griffon de gueules. |

## Culture locale et patrimoine
- Château du XVIIe siècle ;
- Puits Hély d'Oissel,  Inscrit MH (1989)[22] ;
- Musée de la Mine ;

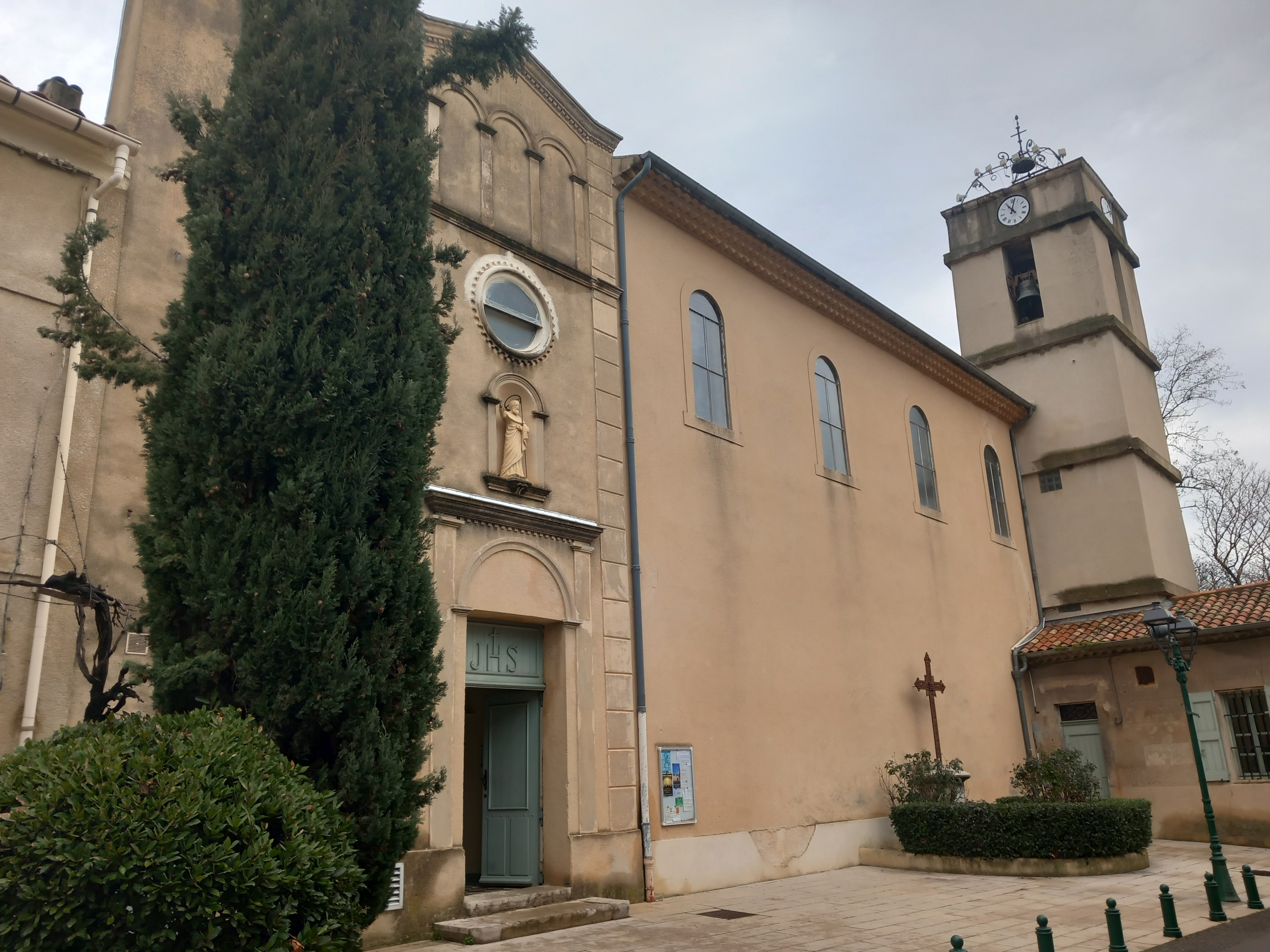
église Saint-Jacques-le-Majeur de Gréasque

- Sa localisation en pleine forêt offre de nombreuses possibilités de randonnées pédestres, à cheval et à vélo.
- Église Saint-Jacques-le-Majeur de Gréasque.